# Championnats d'Europe de gymnastique artistique féminine 1992
Navigation
Édition précédente Édition suivante
Les 19e championnats d'Europe de gymnastique artistique féminine ont eu lieu à Nantes en 1992.

## Résultats

### Concours général individuel
| 1st | Tetyana Hutsu (UKR)  | 39.725 |
| 2d  | Gina Gogean (ROM)    | 39.648 |
| 3e  | Vanda Hadarean (ROM) | 39.412 |

### Finales par engins

#### Saut
| 1st | Tatiana Gutsu (UKR) | 9.950 |
| 2d  | Gina Gogean (ROM)   | 9.948 |
| 3e  | Silvia Mitova (BUL) | 9.906 |

#### Barres asymétriques
| 1st | Tatiana Gutsu (UKR)    | 9.937 |
| 2d  | Tatiana Lyssenko (UKR) | 9.900 |
| 3e  | Elena Grudneva (RUS)   | 9.875 |

#### Poutre
| 1st | Svetlana Boginskaya (BLR)   | 9.950 |
| 2d  | Tatiana Gutsu (UKR)         | 9.900 |
| 3e  | Ludmilla Stovbchataya (UKR) | 9.887 |

#### Sol
| 1st | Gina Gogean (ROM)    | 9.925 |
| 2d  | Mélanie Legros (FRA) | 9.900 |
| 3e  | Tatiana Gutsu (UKR)  | 9.887 |